# Segundo Puente de la Amistad entre Tailandia y Laos
El Segundo Puente de la Amistad entre Tailandia y Laos (en tailandés: สะพานมิตรภาพ ไทย-ลาว แห่งที่ 2; (en lao: ຂົວມິດຕະພາບ ລາວ-ໄທ ແຫ່ງທີສອງ) es un puente internacional que cruza el río Mekong y une la provincia de Mukdahan, en Tailandia, con Savannakhet en Laos. El puente tiene una longitud de 1600 m y 12 m de anchura, con dos carriles de circulación.
El tráfico de unidades en el puente se realiza a la derecha, en Laos, mientras que el tráfico de unidades de Tailandia se realiza a la izquierda, el cambio de formato se realiza en el lado tailandés.
La construcción del puente comenzó el 21 de marzo de 2004. La ceremonia oficial de inauguración se produjo en 2006.